# Gare de Minami-Nagareyama
La gare de Minami-Nagareyama (南流山駅, Minami-Nagareyama-eki) est une gare ferroviaire japonaise située dans la ville de Nagareyama dans la préfecture de Chiba. Elle est gérée par la JR East et la Metropolitan Intercity Railway Company (MIR).

## Situation ferroviaire
La gare de Minami-Nagareyama est située au point kilométrique (PK) 55,4 de la ligne Musashino et au PK 22,1 de la ligne Tsukuba Express.

## Histoire
La gare a été inaugurée le 1er avril 1973.

## Services aux voyageurs

### Accès et accueil
La gare dispose d'un bâtiment voyageurs, avec guichet, ouvert tous les jours.

### Desserte

#### JR East
- Ligne Musashino : 
  - voie 1 : direction Musashi-Urawa et Fuchū-Hommachi
  - voie 2 : direction Nishi-Funabashi

#### MIR
- Tsukuba Express :
  - voie 1 : direction Moriya et Tsukuba
  - voie 2 : direction Akihabara